# Robert Ernst
Pour les articles homonymes, voir Ernst.
Robert Frédéric Ernst, né le 4 février 1897 et mort en avril 1980, était le maire (Oberbürgermeister) de Strasbourg sous l'annexion de l'Alsace par le IIIe Reich.

## Enfance
Il naît à Hurtigheim, d'un père pasteur et d'une mère bourgeoise et francophile, Amélie Wagner. Son père, August Ernst, nommé prédicateur à l'église Saint-Thomas de Strasbourg, Robert passe sa jeunesse dans le Strasbourg wilhelmien mais tiraillé entre la germanophilie paternelle et son amour maternel. Lorsqu'éclate le premier conflit mondial, le jeune Ernst est élève-officier puis est promu lieutenant de l'armée royale de Prusse en 1915. Devenu aviateur, il est abattu en novembre 1917 sur le front ouest où il est grièvement blessé par balles (7 balles dont une qui restera figée dans son épaule).

## Exil en Allemagne
Devant l'avancée des troupes françaises, la famille Ernst quitte le Reichsland. En décembre 1918, Robert Ernst qui a conservé la nationalité allemande acquiert la citoyenneté badoise ; il étudie le droit à l'université de Heidelberg puis l'économie politique à Tübingen. Il en sortira avec le grade de docteur en droit public (Staatsrechtler). Désireux de rassembler les Alsaciens-Lorrains exilés en Allemagne, il participe au développement de l'Association d'Aide aux Exilés alsacien-lorrains (Hilfsbund der vertriebenen Elsass-Lothringer), puis de la Fédération des Associations d'Étudiants alsaciens-lorrains (Verband der Elsass-Lothringischen Studentenbünde). À partir de 1921, il publie la revue mensuelle Elsass-Lothringen Heimatstimmen (Voix de la patrie d'Alsace-Lorraine). En 1923, il fonde l'Alt-Elsass-Lothringische Vereinigung (Groupement des Alsaciens-Lorrains de souche). Il ne cessa d'apporter son soutien aux autonomistes si bien qu'au procès de Colmar de 1928 (procès du complot), il est condamné par contumace à 15 ans de prison et 20 ans d'interdiction de séjour. Il ne remettra pas les pieds dans son Alsace natale avant l'année 1940.

## Sous l'Annexion
Officier de la Luftwaffe, le major Ernst participe aux combats en Pologne. Le 1er août 1940, il est reçu à la SS et nommé SS-Standartenführer.
Au début de l'annexion de l'Alsace par le Reich, il crée à Colmar l'Elsässer Hilfsdienst (Service auxiliaire alsacien), organisme d'aide au retour des Alsaciens évacués (biens de première nécessité, dédommagement, accueil en fanfare, conférences) mais aussi l'antichambre du parti nazi. Il est nommé en 1941 au poste plus qu'honorifique de Generalreferent (rapporteur général) et d'Oberstatdkommisar de Strasbourg (Haut commissaire à la ville de Strasbourg), l'exécutif étant assuré par le Gauleiter Wagner. Au dire de Marie-Joseph Bopp il aurait dit à un ami dont le fils était passé en France : « Ne te plains pas trop. C'est souvent le sort dans les familles alsaciennes. J'ai un frère, Edi, qui avec sa femme et sa fille vivent en France et toute la famille est pour De Gaulle ! J'ai aussi procuré à mon cousin, le Dr Kuhlmann, la permission de quitter l'Alsace et de se rendre en France inoccupée. Sa femme est une juive. ». Alors qu'il avait assuré aux Alsaciens qu'ils ne seraient pas incorporés dans la Wehrmacht, Wagner signe le décret d'incorporation. Ernst quitte ses fonctions et demande son retour au sein de la Luftwaffe, ce qu'il obtient. Il est affecté en 1943 à la 55e escadrille de chasse et se bat sur le front ouest où il effectue pas moins de 84 sorties. Cependant, Wagner exige qu'il reprenne en main l'administration de la ville de Strasbourg et il est par conséquent nommé Oberbürgermeister en 1944.
Le 16 décembre 1944, la situation militaire allemande est désespérée. Dans un dernier sursaut, Ernst, qui croyait à la victoire du Reich, crée à Colmar l'Elsässische Freiheitsfront (Front alsacien de Libération) qui exhorte la population alsacienne à prendre les armes contre les forces alliées, dans une démarche similaire au Volkssturm.

## Procès
Arrêté et auditionné à la Libération, il passe 9 ans et demi en cellule dans laquelle il rédige ses mémoires intitulés Rechenschaftsbericht eines Elsässers (Compte-rendu d'un Alsacien). Au procès du 6 février 1954, il bénéficie d'un non-lieu pour l'inculpation de haute trahison, étant considéré, du fait de ses états de services dans l'armée allemande, comme citoyen allemand. Il n'en reste pas moins accusé d'avoir favorisé le recrutement de citoyens français pour une armée en guerre contre la France et condamné le 13 janvier 1955 à 8 années de prison ainsi qu'à 20 ans d'interdiction de séjour. Il est libéré le jour même, ayant déjà effectué l'équivalent de cette peine en détention provisoire. La Zeit fait remarquer qu'une peine plus courte lui aurait donné le droit de réclamer des dommages-intérêts pour détention injustifiée. Il meurt le 14 avril 1980 à Rimsting (Bavière).

## Sources
- Philip Bankwitz, Les Chefs autonomistes alsaciens 1919-1947, édit. Libr. Istra, Strasbourg, 1980 (Saisons d'Alsace n° 71)
- Robert Ernst, Rechenschaftsbericht eines Elsässers - Berlin, 1954
- Lothar Kettenacker, La Politique de nazification en Alsace, édit. Istra, Strasbourg, 1978 (Saisons d'Alsace n° 65 et 68)
- René Hombourger, LA POLITIQUE DES ALLEMANDS EXPULSES D'ALSACE-LORRAINE EN 1918 d'après l'ouvrage du Dr Robert ERNST « Compte rendu d'un Alsacien » (1954), publié en 1982 par l'Académie nationale de Metz.